# فرخ أباد (اسماعيلي كرمان)
فرخ أباد (بالفارسية: فرخ‌آباد) هي منطقة سكنية تقع في إيران في منطقة إسماعيلي. يقدر عدد سكانها بـ 122 نسمة بحسب إحصاء 2016.